# Maxim Biller
Maxim Biller (* 25. August 1960 in Prag) ist ein deutscher Schriftsteller und Kolumnist.

## Leben

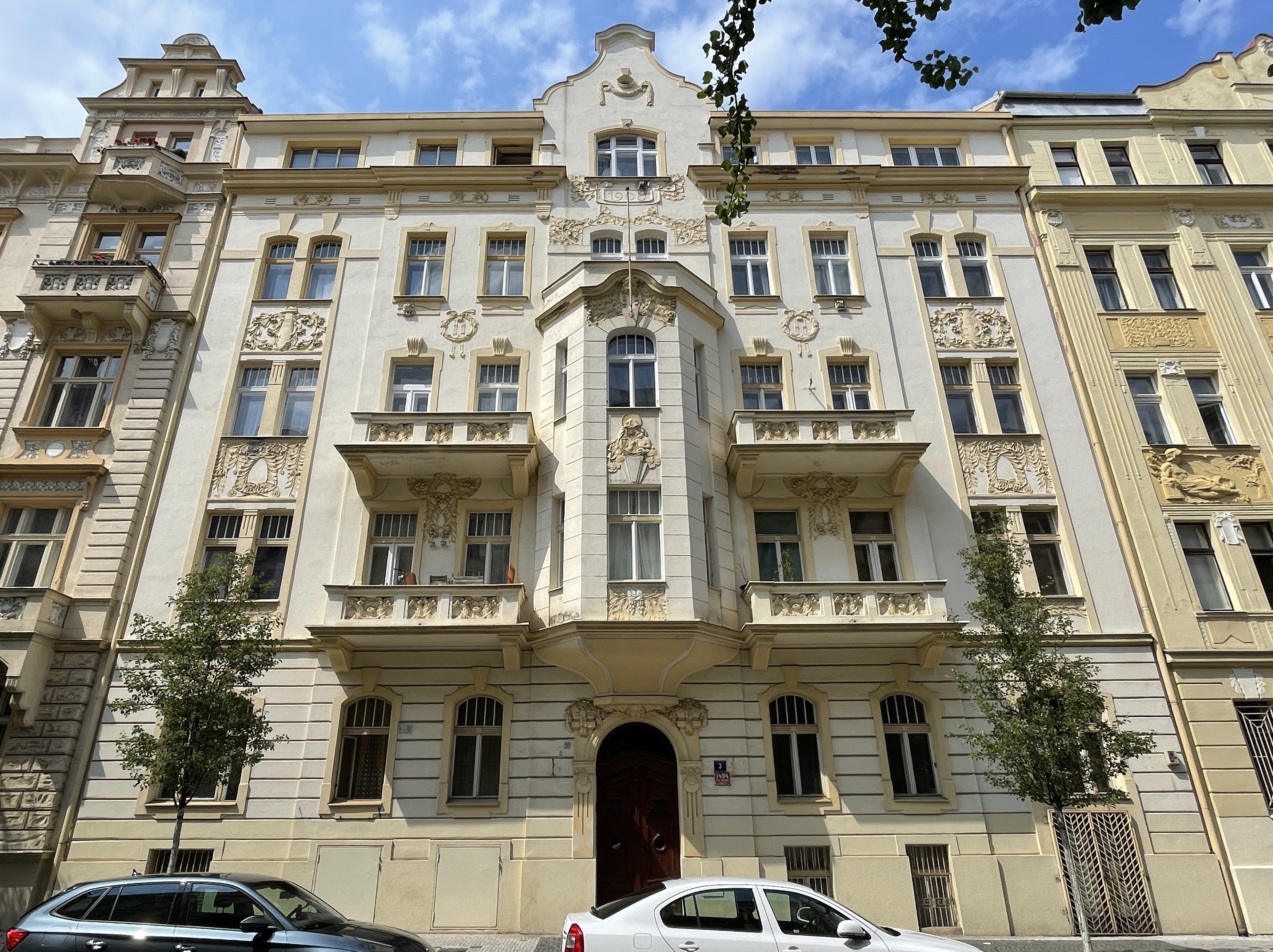
Billers Wohnsitz während seiner Kindheit in der Prager Straße Krkonošská 3 (2022)

Biller wurde als Kind russisch-jüdischer Eltern in Prag geboren. Die Familie wohnte dort in der Straße Krkonošská 3 im Stadtteil Vinohrady in einem Jugendstilhaus. Im April 1971, drei Jahre nach der Niederschlagung des Prager Frühlings, emigrierte er als Zehnjähriger zusammen mit seiner Mutter Rada Biller (1930/1931-2019), seinem Vater Semjon-Jevsej Biller (1931–2017) und seiner Halbschwester, der späteren Journalistin und Schriftstellerin Elena Lappin, nach Westdeutschland. Seine Jugend verbrachte er im Hamburger Grindel, wo die Familie in der Hartungstraße lebte. Biller legte das Abitur mit einem Notendurchschnitt von 3,0 ab. Er studierte in Hamburg und München Literaturwissenschaft und schloss sein Studium 1983 bei Wolfgang Frühwald mit einer Magisterarbeit über das Bild der Juden im Frühwerk Thomas Manns ab.
Nach einer Ausbildung an der Deutschen Journalistenschule in München schrieb Biller für Tempo, den Spiegel, Die Zeit und Faces. Seine Tempo-Kolumne trug den Titel 100 Zeilen Hass und machte ihn als Provokateur bekannt. Der Titel der Kolumne geht auf Tempo-Chefredakteur Markus Peichl zurück, mit dem Biller ein monatliches Honorar von 700 Mark aushandelte. Ein Angebot, als Tempo-Korrespondent nach New York zu gehen, lehnte Biller ab. Er erhielt später ein Honorar von über 4000 Mark. Die Kolumnen erschienen 2017 als Buch bei Hoffmann und Campe mit einem Nachwort von Hans Ulrich Gumbrecht. 2004 erschien das Album Tapes mit Stücken, die Biller auf Deutsch, Englisch und Tschechisch singt und mit der Gitarre begleitet.
Für die Frankfurter Allgemeine Sonntagszeitung schrieb er bis 2019 die satirische Kolumne Moralische Geschichten. Eine der Hauptfiguren, Dudek Kohn, ist ein erfolgloser jüdischer Schriftsteller, dessen siebenjährige Tochter Rosa immer bessere Ideen hat als er. Billers zweite Kolumne heißt Über den Linden und handelt von ihm selbst und seinen Begegnungen mit Freunden und Künstlern in Berlin. Sie erscheint regelmäßig in der Zeit. Von Oktober 2015 bis Dezember 2016 war er Teilnehmer in der Neuauflage des Literarischen Quartetts im ZDF.
Im März 2022 gab Biller nach dem russischen Überfall auf die Ukraine bekannt, die Schriftstellertätigkeit aufgeben zu wollen, da ihm das Schreiben angesichts des Krieges sinnlos erscheine und er doch nichts gegen den Kriegsterror eines einzelnen Serienmörders und seiner Hunderttausenden Helfershelfer ausrichten könne. In Kiew, Cherson und Odessa sei wieder einmal der Zweite Weltkrieg ausgebrochen, nur dass diesmal die Russen angefangen hätten. Zusammen mit anderen Schriftstellern unterzeichnete er im Mai 2022 einen offenen Brief an Bundeskanzler Olaf Scholz mit der Aufforderung, schwere Waffen an die Ukraine zu liefern. 2023 erschien Billers vor dem Überfall verfasster Roman Mama Odessa.
Im Juni 2025 veröffentlichte Biller in seiner Kolumne für die Zeit einen Text mit dem Titel Morbus Israel. Dort bezeichnet er die Blockade der israelischen Regierung in Gaza als „strategisch richtige, aber unmenschliche Hungerblockade“, macht einen Witz über einen israelischen Soldaten, der zu einem Arzt geht und sagt, er wolle keine Araber mehr töten, woraufhin dieser ihm abrät, das Töten zu unterlassen. In der deutschen Öffentlichkeit meint Biller eine krankhafte Besessenheit mit der israelischen Politik im Krieg in Israel und Gaza auszumachen. Über Kritiker des israelischen Vorgehens in Gaza wie Tilo Jung, Ralf Stegner oder Amnesty International schreibt er, diese befänden sich auf einem „pathologischen, psychisch bestimmt sehr belastenden Anti-Israel-Horrortrip“. Nach Kritik an der Kolumne wurde die Onlineversion des Beitrags „depubliziert“, da dieser nicht den Standards der Zeitung entspreche und die redaktionelle Qualitätssicherung nicht gegriffen habe. Die Entscheidung der Zeit, Billers Artikel nachträglich zu entfernen, stieß ebenfalls auf Kritik.

## Literarisches Werk
Nachdem Biller auf Einladung des Literaturkritikers Hubert Winkels beim Münchner Autorenworkshop „Sage und Schreibe“ eine Erzählung über seine Mutter gelesen hatte, wurde der Kiepenheuer & Witsch-Lektor Helge Malchow auf ihn aufmerksam. Billers erster Erzählband Wenn ich einmal reich und tot bin (1990) stieß auf geteilte Kritiken, ebenso der zweite, Land der Väter und Verräter (1994). Auch seine weiteren Veröffentlichungen riefen kontroverse Reaktionen hervor. 1991 rief er im Essay Soviel Sinnlichkeit wie der Stadtplan von Kiel die deutschsprachigen Schriftsteller dazu auf, realistischer zu schreiben und mit den „Altavantgardisten und Literaturnomenklaturisten“ zu brechen.
Über seinen Roman Die Tochter (2000) urteilte Marcel Reich-Ranicki im Literarischen Quartett, Biller besitze ein journalistisches, aber kein episches Talent. Die Sendung war laut Biller „das Todesurteil für das Buch“, da die Buchverkäufe anschließend stark zurückgingen. Reich-Ranicki sagte in der Sendung einen häufig zitierten Satz, der im Roman nicht enthalten ist: „Ich ficke, du fickst, wir alle ficken, wir müssen ficken, warum fickt er nicht mit ihr?“
Im April 2000 organisierte Biller in der Evangelischen Akademie Tutzing die Tagung Freiheit für die deutsche Literatur, die er mit einer polemischen und viel diskutierten Rede eröffnete. Darin warf er seinen Kollegen, von denen er zahlreiche eingeladen hatte, vor, sie schrieben „Schlappschwanz-Literatur“ und ignorierten das „handwerkliche Prinzip ‚Moral‘“, denn, wie Biller meint: „Ohne Moral keine Kunst, keine Literatur“. Biller erklärte seine Einlassungen aus der Position eines in Deutschland lebenden und schreibenden tschechisch-russischen Juden mit dem Satz: „Weil ich mit meiner Literatur zur deutschen Literatur gehören möchte – es ist wahrscheinlich das alte Heinrich-Heine-Drama – und hoffentlich auch gehöre.“
Billers Romane und Erzählungen wurden in mehrere Sprachen übersetzt, unter anderem der Roman Die Tochter, der in Frankreich 2003 in der Reihe folio beim Verlag Gallimard erschienen ist. 2007 wurden zwei seiner Short Storys im New Yorker abgedruckt. Die Novelle Im Kopf von Bruno Schulz wurde in 15 Sprachen übersetzt. Auf Spiegel Online notierte Sebastian Hammelehle: „Biller schreibt mit einer selbstverständlichen, unaufdringlichen Eleganz, mit der sich kein anderer der deutschsprachigen Schriftsteller seiner Generation messen kann. Seine Novelle erreicht weltliterarisches Niveau.“
Der Roman Sechs Koffer stand 2018 auf der Short List zum Deutschen Buchpreis. In seiner Kritik in der Literarischen Welt schrieb Andreas Rosenfelder dazu: „Man hat Maxim Biller mantraartig Kälte, Boshaftigkeit und Empathielosigkeit vorgeworfen – und damit die radikale Außenperspektive, in der er sich seit den Zeiten seiner ‚Tempo‘-Kolumne ‚Hundert Zeilen Hass‘ immer wieder übt, moralisch abgewertet. Dabei ist der Verzicht auf Wohlwollen selbst eine moralische Position, vielleicht sogar die ehrlichste und im poetischen Sinn gerechteste.“
2023 erschien der Roman Mama Odessa über das Leben seiner Mutter. Marlene Knobloch bezeichnete ihn in der Süddeutschen Zeitung als „ein leichtes, schweres Meisterwerk“, das das „gegenwärtig beste erste Kapitel der deutschen Literatur“ enthalte.

## Rechtsstreit um den RomanEsra(2003)
Im Jahr 2003 erregte Biller Aufsehen mit seinem Roman Esra, dessen Vertrieb dem Verlag Kiepenheuer & Witsch im Frühjahr 2003 gerichtlich untersagt wurde, nachdem etwa 4000 Exemplare ausgeliefert worden waren. In dem autofiktionalen Text werden intime Einzelheiten über den Ich-Erzähler und seine Partnerin Esra geschildert. Dabei werden starke Übereinstimmungen zwischen der Figur der Esra und Billers früherer Partnerin Ayşe Romey erkennbar. In der Figur der Lale, einer herrschsüchtigen, psychisch kranken Alkoholikerin, fühlte sich wiederum deren Mutter Birsel Lemke diffamiert.
Romey und Lemke erwirkten daher eine einstweilige Verfügung; in dem Verfahren untersagte das Landgericht München I die weitere Verbreitung des Buchs, da es das allgemeine Persönlichkeitsrecht der Klägerinnen verletzt sah. Am 21. Juni 2005 verwarf der Bundesgerichtshof die Revision von Kiepenheuer & Witsch gegen das vorhergegangene Urteil. Der Verlag rief daraufhin das Bundesverfassungsgericht an. Der Erste Senat des Bundesverfassungsgerichts lehnte jedoch am 13. Juni 2007 die Verfassungsbeschwerde im Wesentlichen wegen einer massiven Persönlichkeitsverletzung Romeys ab und verwies die Sache im Übrigen an den Bundesgerichtshof zurück. Somit darf das Werk nicht mehr verbreitet und veröffentlicht werden.
Weiterhin verklagten Romey und Lemke vor dem Landgericht München I Biller und den Verlag auf jeweils 50.000 Euro Schmerzensgeld, das Romey am 13. Februar 2008 zuerkannt wurde. Gegen die Verurteilung zu Schmerzensgeld protestierten über hundert prominente Personen der Kulturszene, darunter Herbert Achternbusch, Günter Grass, Elfriede Jelinek, Peter Zadek und Feridun Zaimoğlu. Das Urteil des Landgerichtes wurde am 24. November 2009 letztinstanzlich durch den Bundesgerichtshof aufgehoben. Schon das Verbot eines Kunstwerkes wegen einer Persönlichkeitsrechtsverletzung sei ein erheblicher Eingriff in die Kunstfreiheit, so dass eine Geldentschädigung nur in extremen Ausnahmefällen in Betracht komme. Am 10. Juni 2008 hatte der Bundesgerichtshof die Unterlassungsklage von Lemke zurückgewiesen (VI ZR 252/07). Ihr allgemeines Persönlichkeitsrecht sei – im Gegensatz zu demjenigen ihrer Tochter – nicht schwerwiegend verletzt worden. In diesem Fall habe die Kunstfreiheit Vorrang vor dem Persönlichkeitsrecht. Für das durch Romey erwirkte Verbot des Buches hat das Urteil jedoch keine Auswirkungen, es darf weiterhin nicht verbreitet werden. Dadurch erledigte sich die Schmerzensgeldklage Lemkes.

## Privates
Billers Mutter Rada Biller veröffentlichte Erzählungen und einen Roman im Berlin Verlag. Biller lebt in Berlin. Seine Freundin ist die Schriftstellerin Anna Prizkau. Seine Tochter Zelda Biller (* 1997), die in Tel Aviv lebt, ist ebenfalls als Autorin tätig.

## Bücher
- Wenn ich einmal reich und tot bin (Erzählungen). Kiepenheuer und Witsch, Köln 1990, ISBN 3-423-11624-2. (inklusive der Erzählung Harlem Holocaust)
- Die Tempojahre (Essays und Reportagen). Deutscher Taschenbuch-Verlag, München 1991, ISBN 3-423-11427-4.
- Land der Väter und Verräter (Erzählungen). Kiepenheuer und Witsch, Köln 1994, ISBN 3-423-12356-7.
- Harlem Holocaust (Kurzroman). Kiepenheuer und Witsch, Köln 1998, ISBN 3-462-02761-1.[42]
- Die Tochter. Kiepenheuer und Witsch, Köln 2000, ISBN 3-423-12933-6 (Roman über das Scheitern einer Liebe zwischen einem Israeli, der seine Erlebnisse als Soldat im Libanonkrieg vergessen will, und einer Deutschen.)
- Kühltransport: Ein Drama, Deutscher Taschenbuch Verlag, München 2001, ISBN 978-3-423-12920-6.
- Deutschbuch (Essays und Reportagen), Deutscher Taschenbuch Verlag, München 2001, ISBN 3-423-12886-0.
- Esra. Kiepenheuer & Witsch, 2003, ISBN 3-462-03213-5 (der Vertrieb wurde dem Verlag gerichtlich untersagt).
- Der perfekte Roman (Ein Lesebuch), Deutscher Taschenbuch Verlag, München 2003, ISBN 3-423-13087-3.
- Bernsteintage (Erzählungen), Kiepenheuer & Witsch, Köln 2004, ISBN 3-462-03361-1.
- Moralische Geschichten (Satirische Kurzgeschichten), Kiepenheuer & Witsch, Köln 2005, ISBN 3-462-03477-4
- Adas größter Wunsch, Bloomsbury Kinderbuch, Berlin 2005, ISBN 3-8270-5027-8.
- Menschen in falschen Zusammenhängen: Komödie, Libelle Verlag, Lengwil 2006, ISBN 978-3-905707-09-0.
- Liebe heute: Short stories, Kiepenheuer & Witsch, Köln 2007, ISBN 978-3-462-03702-9.
- Ein verrückter Vormittag (Kinderbuch), Berlin Verlag, Berlin 2008, ISBN 978-3-8270-5303-9.
- Der gebrauchte Jude. (Selbstporträt), Kiepenheuer & Witsch, Köln 2009, ISBN 978-3-462-03703-6.
- Kanalratten (Theaterstück). Fischer 2013 ISBN 978-3-596-19007-2.
- Im Kopf von Bruno Schulz (Novelle). Kiepenheuer & Witsch, Köln 2013, ISBN 978-3-462-04605-2.
- Jack Happy (Kinderbuch), mit Zeichnungen von Kera Till. Atlantik, Hamburg 2014, ISBN 3-455-37008-X.
- Biografie. Roman. Kiepenheuer & Witsch, Köln 2016, ISBN 978-3-462-04898-8.
- Hundert Zeilen Hass. Hoffmann & Campe, Hamburg 2017, ISBN 978-3-455-00110-5.
- Sechs Koffer. Roman. Kiepenheuer & Witsch, Köln 2018, ISBN 978-3-462-05086-8.
- Literatur und Politik, Heidelberger Poetikvorlesungen. Universitätsverlag Winter, Heidelberg 2018, ISBN 978-3-8253-6920-0.
- Sieben Versuche zu lieben. Familiengeschichten. Kiepenheuer & Witsch, Köln 2020, ISBN 978-3-462-05437-8.
- Wer nichts glaubt, schreibt. Essays über Deutschland und die Literatur. Reclam, Ditzingen, Stuttgart 2020, ISBN 978-3-15-019672-4 (Aufsatzsammlung).
- Der falsche Gruß. Roman. Kiepenheuer & Witsch, Köln 2021, ISBN 978-3-462-00082-5.[43]
- Mama Odessa. Roman. Kiepenheuer & Witsch, Köln 2023, ISBN 978-3-462-00486-1.
- Der unsterbliche Weil. Novelle. Edition 5 Plus, Berlin 2025

## Musik
- Tapes (CD mit Songs und Gedichten), Essay Recordings, 2004.
- Studio (Album mit Songs), Greedy for Best Music, 2024.

## Hörspiel
- Sechs Koffer, Bearbeitung und Regie: Walter Adler, SWR, 2021.
- Kein König in Israel, Regie: Dominik Graf, Komposition: Florian van Volxem, Sven Rossenbach, SWR 2024.

## Video
- I Love My Leid (Video), 2004

## Auszeichnungen
- 1994: Tukan-Preis der Stadt München
- 1996: Preis des Europäischen Feuilletons
- 1996: Otto-Stoessl-Preis
- 1999: Theodor-Wolff-Preis
- 2008: Brüder-Grimm-Professur der Universität Kassel[44]
- 2012: Würth-Literaturpreis
- 2018: Heidelberger Poetikdozentur
- 2018: Göttinger Poetikdozentur
- 2018: Nominierung für den Deutschen Buchpreis (Shortlist) für Sechs Koffer
- 2024: Nicolas-Born-Preis des Landes Niedersachsen
- 2024: Hörspiel des Monats Oktober für Kein König in Israel